# Depekolk
Depekolk gehört zu Ortschaft Liesten und ist ein Ortsteil der Hansestadt Salzwedel im Altmarkkreis Salzwedel in Sachsen-Anhalt.

## Geographie
Depekolk, ein nach Südwesten erweitertes Straßendorf, liegt rund 13 Kilometer südöstlich von Salzwedel in der Altmark am Benkendorfer Vorfluther (Fließgraben). Zwei Kilometer südlich liegt der etwa 66 Meter hohe Wind-Berg.
Nachbarorte sind Liesten, Rademin, Ladekath, Jeggeleben und Büssen.

## Geschichte

### Mittelalter bis Neuzeit
Im Jahre 1319 wird ein Geistlicher aus dem Dorf namens Johannis als In Curia Johannis dicti depekolc genannt, als die von Garthow dem Kloster Arendsee Hebungen dem Dorf Liesten zuwiesen. Im Landbuch der Mark Brandenburg von 1375 wurde das Dorf als Dyepkolk aufgeführt. Weitere Nennungen sind 1541 Dipkolck, 1687 Depekolck, 1820 Depekolk oder Diepkolk und 1804 Depekolck.

### Herkunft des Ortsnamens
Jürgen Udolph übersetzt den mittelniederdeutschen Ortsnamen mit „tiefes Wasserloch“. W. Schmidt schrieb im Jahre 1912, dass das Dorf im Volksmund „dippkolk“ genannt wird.

### Eingemeindungen
Ursprünglich gehörte das Dorf zum Salzwedelischen Kreis der Mark Brandenburg in der Altmark. Zwischen 1807 und 1813 lag es im Kanton Groß Apenburg auf dem Territorium des napoleonischen Königreichs Westphalen. Ab 1816 gehörte die Gemeinde zum Kreis Salzwedel, dem späteren Landkreis Salzwedel.
Am 20. Juli 1950 wurde dio Gemeinde Depekolk in die Gemeinde Liesten im Landkreis Salzwedel eingegliedert. Mit der Eingemeindung von Liesten nach Salzwedel am 1. Januar 2010 kam der Ortsteil Depekolk zur Stadt Salzwedel und zur neu errichteten Ortschaft Liesten.

### Einwohnerentwicklung
| Jahr | Einwohner |
| ---- | --------- |
| 1734 | 53        |
| 1774 | 46        |
| 1789 | 39        |
| 1798 | 64        |
| 1801 | 65        |
| 1818 | 46        |
| 1840 | 55        |
| 1864 | 46        |
| 1871 | 45        |
| 1885 | 64        |

| Jahr | Einwohner |
| ---- | --------- |
| 1892 | [00]106   |
| 1895 | 060       |
| 1900 | [00]043   |
| 1905 | 083       |
| 1910 | [00]088   |
| 1925 | 106       |
| 1939 | 107       |
| 1946 | 199       |
| 2010 | [00]069   |
| 2014 | [00]062   |

| Jahr | Einwohner |
| ---- | --------- |
| 2015 | [00]70    |
| 2020 | [00]55    |
| 2021 | [00]53    |
| 2022 | [00]57    |
| 2023 | [0]56     |

Quelle, wenn nicht angegeben, bis 1946:

## Religion
Die evangelische Kirchengemeinde Depekolk, die früher zur Pfarrei Jeggeleben gehörte, wird heute betreut vom Pfarrbereich Apenburg im Kirchenkreis Salzwedel im Bischofssprengel Magdeburg der Evangelischen Kirche in Mitteldeutschland.

## Kultur und Sehenswürdigkeiten
- Die evangelische Dorfkirche Depekolk ist ein Feldsteinbau mit Westquerturm und einer Orgel.[19]
- Der Ortsfriedhof ist auf dem Kirchhof.

## Wirtschaft und Infrastruktur

### Bildung
Der Verein Freie Schule Altmark e. V. aus Salzwedel betreibt eine Grundschule und einen Kindergarten im Ort.